# Hydrolaetare schmidti
Hydrolaetare schmidti es una especie de ránidos de la familia Leptodactylidae.

## Distribución geográfica
Se encuentra en la cuenca del Amazonas en Brasil, Colombia, Guayana Francesa, Perú y, posiblemente, en Bolivia.